# Новый Чиндалей
Новый Чиндалей — село в Дульдургинском районе Агинского Бурятского округа Забайкальского края России. Входит в состав сельского поселения Чиндалей.

## География
Расположено в центральной части района, к северу от села Чиндалей, в 46 км по автодороге к юго-востоку от районного центра — села Дульдурга.

## Население
| 2021 |
| ---- |
| 0    |

## История
Решение образовать новый населённый пункт путём выделения из села Чиндалей было принято Законом Забайкальского края от 5 мая 2014 года. Распоряжением Правительства Российской Федерации от 1 марта 2016 года N 350-р селу было присвоено соответствующее наименование и на федеральном уровне.